# Гай Фонтей Капитон (консул 59 г.)
Вижте пояснителната страница за други личности с името Гай Фонтей Капитон.
Гай Фонтей Капитон (на латински: Gaius Fonteius Capito) е политик и сенатор на Римската империя по времето на император Нерон.
Син е на Гай Фонтей Капитон (консул 12 г.). Роднина е на Гай Фонтей Капитон (консул 67 г.).
През 59 г. от януари до края на юни той е консул заедно с Гай Випстан Апрониан. След тях от юли до декември суфектконсули стават Тит Секстий Африкан и Марк Осторий Скапула.